# توة (سردشت)
توة هي قرية في مقاطعة سردشت، إيران. يقدر عدد سكانها بـ 94 نسمة بحسب إحصاء 2016.